# Laurent Schaffter
Laurent Schaffter, né le 20 novembre 1947, est un homme politique suisse du canton du Jura, membre du Parti chrétien-social indépendant et membre du gouvernement du Jura de 2003 à 2010.

## Biographie
Élu en 2002 membre du gouvernement jurassien, il dirige durant son premier mandat de 2003 à 2006, le département de l’Environnement et de l’Équipement. Réélu pour un second mandat en novembre 2006, Laurent Schaffter conserve son département pour la législature 2007-2010 et préside le gouvernement en 2007.
Lors des élections au gouvernement jurassien le 14 novembre 2010, il est placé en deuxième position au premier tour, mais termine au second tour dernier des candidats à plus de 1 000 voix du dernier élu.